# Colossal Order
Colossal Order – fińskie studio deweloperskie zlokalizowane w centrum Tampere. Zostało założone w 2009 roku przez Mariinę Hallikainen.

## Produkcje
Colossal Order wyprodukowało: Cities in Motion (2011), jego kontynuację Cities in Motion 2 (2013) oraz Cities: Skylines (2015) i jego kontynuację Cities: Skylines II (2023). Początkowe wydanie Cities: Skylines II wzbudziło negatywne reakcje graczy związane ze słabą wydajnością. Mimo wprowadzonych poprawek, również po wydaniu płatnego DLC pojawiły się problemy, za które studio zdecydowało się oficjalnie przeprosić.
| Rok  | Tytuł               |
| ---- | ------------------- |
| 2011 | Cities in Motion    |
| 2013 | Cities in Motion 2  |
| 2015 | Cities: Skylines    |
| 2023 | Cities: Skylines II |